# Вільянуева-де-Гальєго
Вільянуева-де-Гальєго (ісп. Villanueva de Gállego) — муніципалітет в Іспанії, у складі автономної спільноти Арагон, у провінції Сарагоса. Населення — 4376 осіб (2010).
Муніципалітет розташований на відстані близько 280 км на північний схід від Мадрида, 15 км на північ від Сарагоси.
На території муніципалітету розташовані такі населені пункти: (дані про населення за 2010 рік)
- Ель-Комерсіо: 59 осіб
- Вільянуева-де-Гальєго: 4317 осіб

## Демографія
Динаміка населення (INE ):